# 倫巴底帶

圖上標誌2的地方即為倫巴底帶

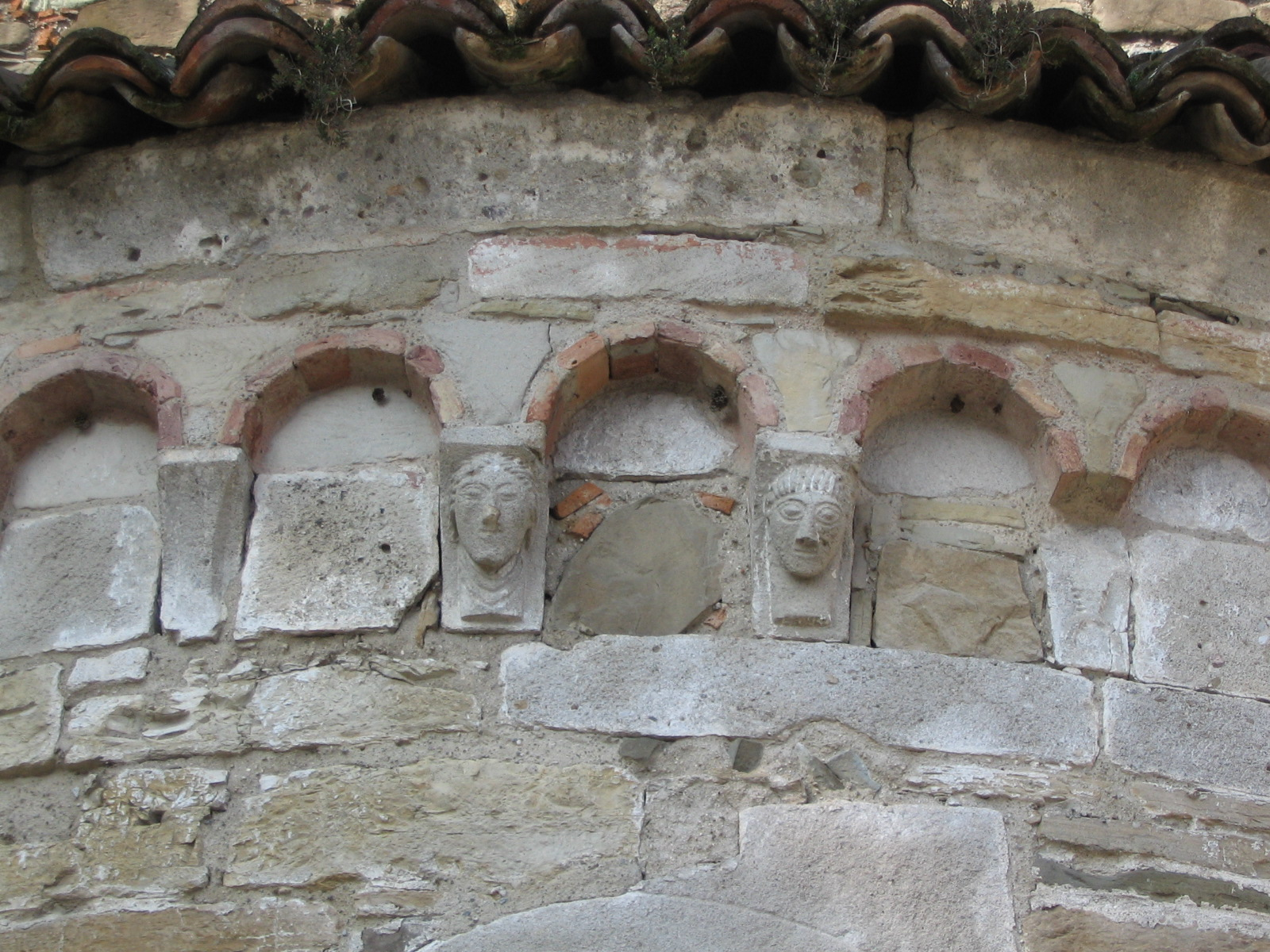
在北義大利的聖朱利亞大聖堂（Basilica di Santa Giulia）上的倫巴底帶。

倫巴底帶（Lombard band），又譯為倫巴底裝飾帶，是一種裝飾性的盲拱，多為外部裝飾，常用於羅曼式時期與哥德式時期的建築上。在法语中伦巴第带则是指半突出的方柱。
倫巴底帶據說最初是從在11世紀初期的第一羅曼式時期中開始被使用的。在當時，倫巴底帶是在倫巴底、亞拉岡與加泰隆尼亞最普遍的外觀建築裝飾基調。在拉溫納這裡像是普拉契狄亞陵寢（Mausoleum of Galla Placidia）等早期基督教建築上的拱被認為是倫巴底帶的起源。

## 外部連結
- 彼德·哈伯特（Peter Hubert）所著的一篇附插圖的關於倫巴底帶發展演變的文章： （页面存档备份，存于）